# Абатство Рошфор
Абатство Рошфор (на френски: Abbaye de Rochefort, официално наименование „Abbaye Notre-Dame de Saint-Rémy de Rochefort“) е трапистко абатство в гр.Рошфор, окръг Динан, провинция Намюр, Южна Белгия. Абатството е част от Ордена на цистерцианците на строгото спазване.

## История
Абатството е основано през 1230 г.  от монаси – цистерцианци. През многовековното си съществуване, абатството многократно е в епицентъра на въоръжени конфликти и войни. На 1 май 1650, лотарингски войски под командването на барон дьо Шатле, ограбват абатството. През 1653 г. абатството е опожарено от армиите на Конде. Монасите се връщат в абатството през 1664 г. и заварват само руини. Манастирската църква е възстановена през 1671. 
По време на Френската революция (17892 – 1794) абатството отново е разрушено от войските на френската революционна армия. През 1796 г. земите на абатството са продадени на частно лице, а манастирските постройки са разрушени. 
Новата история на абатството започва през 1887 г., когато бившите манастирски земи са закупени от трапистки монаси от абатство Ahel, които възстановяват абатството и построяват нови манастирски сгради.
Днес абатството е действащ католически манастир, член на Ордена на цистерцианците на строгото спазване (Ordo Cisterciensis Strictioris Observantiae).
Неправомерната търговска експлоатация на наименованието „трапист“ принуждава през 1997 г. осем трапистки абатства – шест от Белгия (Orval, Chimay, Westvleteren, Rochefort, Westmalle и Achel), едно от Холандия (Koningshoeven – Tilburg) и едно от Германия (Mariawald), да основат „Международната трапистка асоциация“ (ITA), която защитава интересите на автентичното трапистко производство и гарантира качеството и уникалността му чрез присъждане на логото „Автентичен трапистки продукт“.

## Бира Рошфор
Днес абатството е известно с прочутата си трапистка бира. Първите документирани източници за производство на бира в абатската пивоварна са от 1595 година. 
Скоро след възстановяване на абатство през 1887 г., през 1899 г. е възобновено и производството на бира. Първият пивовар е холандският монах Zozime Jansen. 
В продължение на десетилетия бирата в абатството се произвежда в много малки количества и само за нуждите на монашеската общност. През 1952 г. пивоварната е модернизирана. Търговските продажби на „Rochefort“ започват през 1953 г.
В края на декември 2010 г. в абатството избухва пожар, при който пивоварната не претърпява щети. 
Както и при другите трапистки пивоварни, приходите от продажбите на бира Rochefort са насочени за осигуряване на финансовите нужди на абатството и за благотворителност.
Търговският асортимент на пивоварната включва три марки бира :
- Rochefort 6 (червена капачка) – тъмна бира с червеникаво-кафяв цвят и алкохолно съдържание 7,5 %. Отличава се с умерена горчивина и сладост и с леко пикантен аромат и интензивен вкус на малц, карамел, шоколад, плодове и стафиди. За първи път е произведена през 1953 г. под името „Rochefort Middel“ и делът и в производството е около 10 %.

- Rochefort 8 (зелена капачка) – тъмна бира с червеникаво-кафяв цвят и алкохолно съдържание 9,2 %. Отличава се с по-изразени малцов вкус, силна горчивина, и плодов аромат с нотки на бадеми, сини сливи, шоколад, нуга и печен малц. За първи път е произведена през 1955 г. и има най-голям дял – около 60 % от производството. Продава се в бутилки от 0,33 л., срок на годност – до 5 години.

- Rochefort 10 (синя капачка) – тъмна бира с червеникаво-кафяв цвят и алкохолно съдържание 11,3 %. Отличава се с балансиран сладко-горчив вкус и комплексен аромат на смокини, сливи, нуга, ядки, алкохол и шоколад. За първи път е произведена през 1953 г. под името „Rochefort Merveille“ и заема дял около 30 % от производството. Продава се в бутилки от 0,33 л., срок на годност – до 5 години.